# Real Noroeste Capixaba Futebol Clube
O Real Noroeste Capixaba Futebol Clube, mais conhecido como Real Noroeste, é um clube de futebol brasileiro sediado em Águia Branca, Espírito Santo. Fundado em 2008 e tendo como inspiração o Real Madrid, o clube capixaba foi uma das poucas agremiações que adotaram o modelo de clube-empresa de futebol brasileiro. Atua no Estádio José Olímpio da Rocha, que tem capacidade para 5 820 pessoas.
Em sua história, o Real Noroeste conquistou 3 vezes o Campeonato Capixaba. Em nível nacional, o clube já participou do Campeonato Brasileiro Série D e da Copa do Brasil.

## História

### Tricampeão do Campeonato Capixaba de Futebol

#### Capixaba 2021
Pegando o Rio Branco de Venda Nova, Campeão do Capixaba de 2020 na final, o Real Noroeste acabou vencendo o mesmo após uma partida empatada por 0 a 0 em casa, e outra terminada em 1 a 1 ,no estádio Olímpio Perim ,o Real venceu por 7 a 6 na disputa de pênaltis, com destaque ao goleiro Waldson, que pegou um pênalti decisivo para a vitória da equipe merengue.

#### Capixaba 2022
O título do Campeonato Capixaba 2022 é do Real Noroeste! Também campeão em 2021, o time merengue bateu o Vitória-ES, por 1 a 0 no jogo da volta e alcançou o bicampeonato estadual. Para o primeiro campeão da década, a conquista marca a manutenção da soberania estadual, no apogeu de uma trajetória vitoriosa iniciada pelo técnico Duzinho Reis anos atrás.

#### Capixaba 2023
Mais um dia histórico para os tricampeões capixabas. No estádio José Olímpio da Rocha, o Real Noroeste confirmou a hegemonia da elite estadual e faturou o Campeonato Capixaba 2023. O time merengue venceu o finalista inédito Nova Venécia, por 3 a 1 (ida: 0 a 0), e levantou a taça com o placar agregado construído em seus domínios.

### Tetracampeão da Copa Espírito Santo de Futebol

#### Copa Espírito Santo 2010
No dia 22 de agosto de 2010, o Real Noroeste estreou em competições oficiais na Copa Espírito Santo de 2010, empatou em 1 a 1 com o Jaguaré no Estádio Conilon. O atacante Giovani foi o autor do primeiro gol da história do Real. Ainda nesta edição, o clube chegou à decisão e acabou ficando com o vice-campeonato ao ser derrotado pelo Vitória-ES.

#### Copa Espírito Santo 2011
Em 2011, na decisão do Campeonato Capixaba da Segunda Divisão, o Real empatou em 1 a 1 com o Botafogo de Jaguaré no José Olímpio da Rocha e foi goleado por 5 a 0 no Estádio Conilon, terminando com o vice-campeonato, garantindo acesso à Primeira Divisão. Ainda em 2011, depois de dois vices, nas duas primeiras competições oficiais, o clube conquistou a Copa Espírito Santo, derrotando a Desportiva Ferroviária por 3 a 0 e garantindo vaga na Copa do Brasil do ano seguinte para estrear em competições nacionais.

#### Copa Espírito Santo 2013
Em 2013 conquistou o bicampeonato da Copa Espírito Santo empatando o segundo jogo da final em 1 a 1 com o Cachoeiro Futebol Clube em Águia Branca. O primeiro jogo foi vencido por 2 a 1 no Estádio Engenheiro Araripe em Cariacica. O título garantiu vaga em 2014 na segunda Copa do Brasil da história do clube e na disputa do título em jogo único da Copa dos Campeões do Espírito Santo contra a Desportiva, campeão do Campeonato Capixaba de de 2013.

#### Copa Espírito Santo 2014
A hegemonia do Estrela do Norte chegou ao fim na Copa Espírito Santo. Campeão em 2011 e 2013, o Real Noroeste voltou a conquistar a competição em 2014 e se igualou ao Alvinegro do Sul com o tricampeonato. No estádio José Olímpio da Rocha, o Real tirou proveito da vitória no jogo de ida da final e, mesmo com o empate de 1 a 1, na partida de volta, garantiu a terceira taça.

#### Copa Espírito Santo 2015
Na Copa Espírito Santo de 2015 o clube chegou a sua quinta final na competição. O Real Noroeste terminou com o vice-campeonato após dois empates na final por 1 a 1 com o Espírito Santo, o time do Espírito Santo tinha a vantagem na final por ter melhor campanha na primeira fase.

#### Copa Espírito Santo 2019
Nas semifinais do Copa Espírito Santo de 2019, após dois empates, o Real Noroeste derrotou o Serra na disputa por pênaltis, classificando-se à final para reeditar a final do Capixabão de 2019 com o Vitória-ES. Com a classificação à final garantiu também uma vaga inédita na Série D do Brasileiro. Na final, após vencer o Vitória no jogo de ida por 1 a 0, o Real Noroeste empatou em 0 a 0 no jogo de volta, conquistando o título na revanche após perder a final do Capixabão para o Alvianil. Este título foi o quarto da sua história, tornando-se o maior vencedor da competição. O título também concedeu vaga na Copa Verde de 2020.

### Vice-campeão capixaba duas vezes seguidas
Na primeira fase do Capixabão de 2018, o Real Noroeste terminou na vice-liderança e classificou-se à semifinal.
Na semifinal, eliminou o Espírito Santo e alcançou a final do Capixabão pela primeira vez na sua história.
No segundo jogo da final, o Real Noroeste venceu o Serra por 4 a 3 no Estádio Kleber Andrade, porém não conquistou o título por ter perdido o primeiro jogo por 1 a 0.
Na Copa Espírito Santo de 2018, o Real Noroeste foi eliminado pelo Atlético Itapemirim nas semifinais.
Nas semifinais do Capixabão de 2019, após perder o primeiro jogo por 4 a 3 contra o Rio Branco-ES no Kleber Andrade, venceu o segundo jogo em casa por 2 a 0 com gol de Robert nos acréscimos e classificou-se à final pelo segundo ano consecutivo. Na final, após dois empates em 1 a 1, foi derrotado na disputa por pênaltis para o Vitória-ES, terminando com o vice-campeonato pela segunda vez em sua história.

## Títulos
| ESTADUAIS | ESTADUAIS           | ESTADUAIS | ESTADUAIS               |
|           | Competição          | Títulos   | Temporadas              |
| --------- | ------------------- | --------- | ----------------------- |
|           | Campeonato Capixaba | 3         | 2021, 2022 e 2023       |
|           | Copa Espírito Santo | 4         | 2011, 2013, 2014 e 2019 |

### Outras campanhas de destaque
- Campeonato Capixaba
  - Vice-campeão (2): 2018, 2019
- Copa dos Campeões do Espírito Santo
  - Vice-campeão (1): 2014
- Campeonato Capixaba Série B
  - Vice-campeão (2): 2011, 2017

## Estatísticas

### Participações
|  | Participações em 2025 |

| Competição              | Competição          | Temporadas | Melhor campanha         | Estreia | Última | P | R |
| Espírito Santo (estado) | Campeonato Capixaba | 14         | Campeão (3 vezes)       | 2012    | 2025   |   | – |
| Espírito Santo (estado) | Série B             | 1          | Vice-campeão (2011)     | 2011    | 2011   | 1 |   |
| Espírito Santo (estado) | Copa Espírito Santo | 15         | Campeão (4 vezes)       | 2010    | 2025   |   |   |
|                         | Copa Verde          | 5          | Quartas de final (2022) | 2019    | 2024   |   |   |
| Brasil                  | Série D             | 4          | 13° colocado (2022)     | 2020    | 2024   | – |   |
| Brasil                  | Copa do Brasil      | 5          | 2ª fase (2022)          | 2012    | 2024   |   |   |

### Temporadas
Legenda:
| Campeão Vice-campeão Eliminado na semifinal. | Rebaixado à divisão inferior. Campeão e promovido à divisão superior Promovido à divisão superior. |

### Retrospecto em competições nacionais
Última atualização: Campeonato Brasileiro de Futebol de 2023 - Série D.
| Competição | Competição     | Temporadas | Títulos | Pts. | J  | V  | E  | D  | GP | GC |
| ---------- | -------------- | ---------- | ------- | ---- | -- | -- | -- | -- | -- | -- |
| Brasil     | Série D        | 3          | –       | 55   | 48 | 13 | 16 | 19 | 55 | 64 |
| Brasil     | Copa do Brasil | 4          | –       | 10   | 8  | 3  | 1  | 4  | 8  | 12 |
|            | Copa Verde     | 2          | –       | 3    | 3  | 1  | 0  | 2  | 1  | 4  |

 Pts Pontos obtidos, J Jogos, V Vitórias, E Empates, D Derrotas, GP Gols Pró e GC Gols Contra

## Jogadores ilustres
- Richarlison de Andrade
- Marcos Leandro
- Stênio Garcia
- Morotó

## Símbolos

### Escudos
O primeiro escudo do clube foi desenhado pelo designer gráfico esperancense Wagney Gomes Câmara.

Escudo antigo
Escudo atual

### Uniformes

#### Temporada 2020
| Uniforme nº 1 | Uniforme nº 2 |

#### Temporada 2019
Copa Espírito Santo
| Uniforme nº 1 | Uniforme nº 2 |

Campeonato Capixaba
| Uniforme nº 1 | Uniforme nº 2 |

#### Temporada 2018
| Uniforme nº 1 | Uniforme nº 2 |

#### Temporada 2017
| Uniforme nº 1 | Uniforme nº 2 |

#### Temporada 2016
| Uniforme nº 1 | Uniforme nº 2 |

#### Temporada 2015
| Uniforme nº 1 | Uniforme nº 2 |

## Ranking da CBF
Ranking atualizado em dezembro de 2018.
- Posição: 96º
- Pontuação: 708 pontos

É o ranking criado pela Confederação Brasileira de Futebol para pontuar todos os clubes do Brasil segundo a classificação em competições nacionais nos últimos cinco anos.